# Dionizy (Zifnaios)
Dionizy, imię świeckie Dimitrios Zifnaios (ur. 14 grudnia 1954 w Atenach) – grecki duchowny prawosławny, od 2011 metropolita Zakintos.

## Życiorys
Święcenia diakonatu przyjął 15 sierpnia 1977, a prezbiteratu 17 grudnia 1983. Chirotonię biskupią otrzymał 13 maja 2010.